# Torpedo-Werke

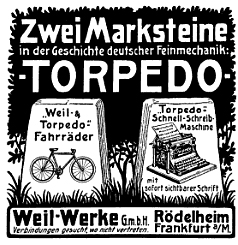
Zeitungsanzeige der Weil-Werke GmbH für Fahrräder und Büromaschinen, 1908

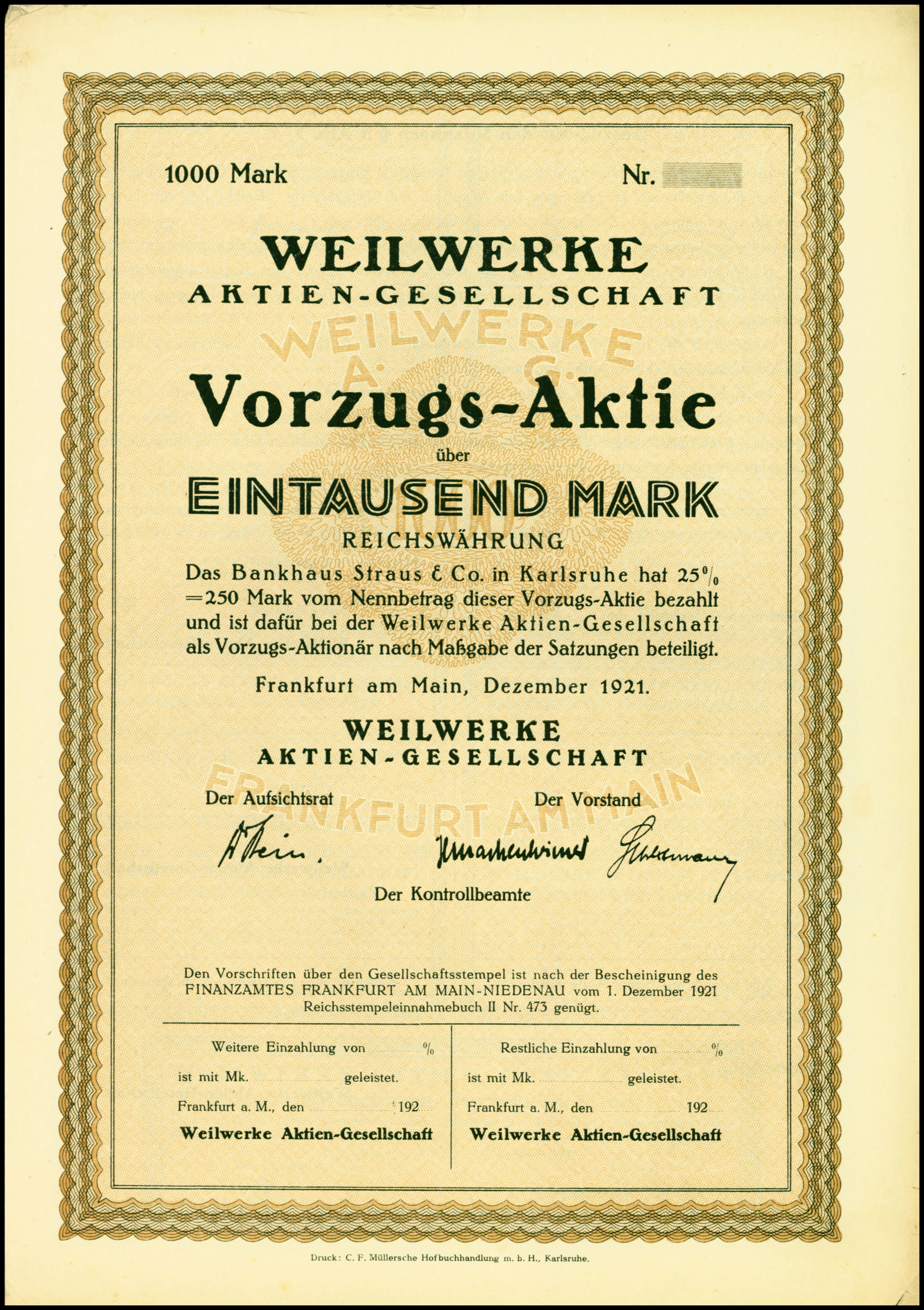
Blankette einer Vorzugsaktie über 1000 Mark vom Dezember 1921 der Weilwerke AG

Die Torpedo-Werke AG (Weil-Werke) waren ein Hersteller von Fahrrädern und Büromaschinen in Frankfurt am Main.

## Geschichte
Die Firma wurde 1896 von den Brüdern Peter und Heinrich Weil als „Peter Weil & Co“ gegründet. Die Fabrikation begann mit neun Mitarbeitern in einer 500 Quadratmeter großen Halle in Rödelheim. Die Räder, die dort aus Einzelteilen zusammengebaut wurden, vertrieb man unter dem Markennamen „Weil-Räder“ und „Torpedo-Räder“.
1906 begann die Herstellung von Schreibmaschinen, zunächst mit einem von der Firma Johann Völker & Co. aus Neu-Isenburg übernommenen Modell, das jedoch stetig weiterentwickelt wurde. Die Schreibmaschinen wurden unter dem Namen Torpedo vertrieben. Am 30. November 1921 wurden die Weil-Werke in eine Aktiengesellschaft umgewandelt. 1927 erschien mit dem Modell Torpedo Standard die erste deutsche Schreibmaschine mit Segmentumschaltung. Das Modell konnte mit Schreibwagen verschiedener Länge geliefert werden. Seit 1931 befand sich die Aktienmehrheit der Torpedo-Werke AG im Besitz der Remington Rand Inc., New York.
1929 nahm Torpedo die Motorradproduktion auf. Gefertigt wurde ein 200 ccm Viertaktmotorrad mit einem seitengesteuerten englischen Sturmey Archer Motor. Diese Firma lieferte auch das Getriebe. Die Produktion lief bis ca. 1931 und wurde dann eingestellt. Außer Schreibmaschinen baute Torpedo auch Buchungsmaschinen, ab 1932 mit einem mechanischen Rechenwerk und Einziehautomaten für Kontokarten.
Ab 1938 entstanden die Fahrräder in einem neuen Werk in der Hanauer Landstraße 208–214, die Büromaschinenfertigung blieb in Rödelheim. Während des Zweiten Weltkriegs wurde 1943 das Fahrradwerk und 1944 das Stammwerk in Rödelheim bei den Luftangriffen auf Frankfurt am Main zerstört. Nach dem Krieg begann der Wiederaufbau der Produktion an den Standorten Frankfurt, Alzenau und Groß-Karben. Die Produktpalette umfasste Motorräder und Kleinkrafträder bis 200 cm³, Schreibmaschinen und Fahrräder. Die Motoren für die Krafträder stammten von Fichtel & Sachs und Ilo.
Nachdem im Jahr 1956 die Anzahl der Mitarbeiter auf 2200 angestiegen war, trat bei Fahrrädern und Mopeds allmählich eine Marktsättigung ein. Bei mechanischen Schreibmaschinen wurden große Gewinne eingefahren, von denen nur ein Bruchteil sehr spät in die Entwicklung elektrischer Schreibmaschinen investiert wurde. Nachdem die ersten elektrischen Schreibmaschinen von Torpedo sich als unausgereift und teuer erwiesen, wurde die Produktion 1967 eingestellt.
Die Torpedo-Freilaufnabe wurde nicht von den Torpedo-Werken hergestellt, sondern von Fichtel & Sachs.
Mitte der 1980er Jahre begann die Warenhaus-Kette Karstadt damit, Fahrräder unter dem Namen Torpedo zu verkaufen. Die liefernden Produzenten hatten aber mit dem ursprünglichen Torpedo-Werk keine Verbindung.